# Lucius Egnatius Victor Lollianus
Lucius Egnatius Victor Lollianus (fl. 213-254) était un homme politique de l'Empire romain.

## Vie
Fils de Lucius Egnatius Victor et frère de Egnatius Victor Marinianus et de Egnatia Mariniana.
Il était consul en 213, coopté sous les sodales Antoninianes, Légat d'Auguste propréteur en Galatie en 218, consul suffect autour de 219, Légat d'Auguste propréteur de Bithynie et Pont, proconsul d'Asie autour de 244-247 et préfet de la Ville de Rome en 254.
Il fut le père de Egnatius Lucillianus.